# Under Construction (album de Missy Elliott)
Albums de Missy Elliott
Miss E... So Addictive
(2001) This Is Not a Test!
(2003)
Singles
1. Work It
Sortie : 9 septembre 2002
2. Gossip Folks
Sortie : 7 janvier 2003
3. Back in the Day
Sortie : 8 février 2003
4. Pussycat
Sortie : 2003

Under Construction est le quatrième album studio de Missy Elliott, sorti le 12 novembre 2002.
Plus grand succès commercial de Missy Elliott, elle obtient le Grammy Award de la « meilleure performance solo de rap pour une femme » pour le titre Work it et est nommée dans les catégories « meilleur album rap », « album de l'année » et « meilleure chanson de rap » pour Work It.
L'album s'est classé 2e au Top R&B/Hip-Hop Albums et 3e au Billboard 200 avec 259 000 exemplaires vendus la première semaine de sa sortie et a été certifié double platine par la Recording Industry Association of America (RIAA) le 12 novembre 2002.
Il fait partie des 1001 albums qu'il faut avoir écoutés dans sa vie et le magazine Rolling Stone l'a classé à la 70e place des « 100 meilleurs albums des années 2000 »

## Liste des titres
| No  | Titre                                                                                             | Auteur                                         | Contient un (des) sample(s) de | Durée |
| --- | ------------------------------------------------------------------------------------------------- | ---------------------------------------------- | --- | ----- |
| 1.  | Go to the Floor (Produit par Timbaland)                                                           | Missy Elliott, Tim Mosley                      | | 5:06  |
| 2.  | Bring the Pain (featuring Method Man – Produit par Timbaland)                                     | Missy Elliott, Tim Mosley, Clifford Smith      | I'm Your Mechanical Man de Jerry Butler Shut 'Em Down de Public Enemy Bring the Pain de Method Man | 2:59  |
| 3.  | Gossip Folks (featuring Ludacris – Produit par Timbaland)                                         | Christopher Bridges, Missy Elliott, Tim Mosley | Double Dutch Bus de Frankie Smith Pick a Bale of Cotton de Leadbelly Children's Story de Slick Rick | 3:54  |
| 4.  | Work It (Produit par Timbaland)                                                                   | Missy Elliott, Tim Mosley                      | Heart of Glass de Blondie Peter Piper de Run–D.M.C. Request Line de Rock Master Scott and the Dynamic Three | 4:58  |
| 5.  | Back in the Day (featuring Jay-Z – Produit par Timbaland)                                         | Shawn Carter, Missy Elliott, Tim Mosley        | I Don't Know What This World Is Coming to des Soul Children featuring Jesse Jackson Whoomp! (There It Is) de Tag Team | 4:55  |
| 6.  | Funky Fresh Dressed (featuring Ms. Jade – Produit par Timbaland)                                  | Missy Elliott, Tim Mosley                      | Roxanne Roxanne d'UTFO Paul Revere des Beastie Boys Stoop Rap de Double Trouble Change the Beat (Female Version) de Beside Self Destruction du Stop the Violence Movement Here We Go (Live at the Funhouse) de Run–D.M.C. | 3:56  |
| 7.  | Pussycat (Produit par Missy Elliott et Erroll « Poppi » McCalla, Jr.)                             | Missy Elliott                                  | | 4:32  |
| 8.  | Nothing Out There for Me (featuring Beyoncé – Produit par Missy Elliott, Craig Brockman et Nisan) | Craig Brockman, Missy Elliott, Nisan Stewart   | | 3:05  |
| 9.  | Slide (Produit par Timbaland)                                                                     | Missy Elliott, Tim Mosley                      | | 3:43  |
| 10. | Play That Beat (Produit par Timbaland)                                                            | Missy Elliott, Tim Mosley                      | Bumpin' Bus Stop de Thunder and Lightning Play That Beat Mr. D.J. de G.L.O.B.E. & Whiz Kid B Side Wins Again de Public Enemy                                                                                              | 3:02  |
| 11. | Ain't That Funny (Produit par Timbaland)                                                          | Missy Elliott, Tim Mosley                      | | 2:48  |
| 12. | Hot (Produit par Timbaland)                                                                       | Missy Elliott, Tim Mosley                      | | 4:09  |
| 13. | Can You Hear Me (featuring TLC – Produit par Missy Elliott, Craig Brockman et Nisan)              | Craig Brockman, Missy Elliott                  | | 4:29  |
| 14. | Work It (Remix) (featuring 50 Cent – Produit par Timbaland)                                       | Missy Elliott, Tim Mosley                      | | 7:36  |